# Immanuel Kant
Immanuel Kant   (Königsberg, 22 d'abril de 1724 - Königsberg, 12 de febrer de 1804) fou un destacat filòsof prussià. Fill d'un modest guarnicioner, Immanuel Kant fou educat en el pietisme. El 1740, entra en la Universitat de Königsberg, la seva ciutat natal, com a estudiant de teologia, i hi fou alumne de Martin Knutzen, que l'introduí en la filosofia racionalista de Leibniz i Wolff i li va imbuir, així mateix, l'interès per les ciències naturals, en particular per la mecànica de Newton. Al llarg de la seva vida, Kant no va arribar a allunyar-se mai més d'un centenar de quilòmetres de la seva ciutat natal, per la qual cosa la seva existència va transcórrer pràcticament a la seva ciutat natal mateixa. L'única excepció fou quan va residir uns mesos a Arnsdorf, on treballà com a preceptor, activitat a la qual es va dedicar per guanyar-se la vida després de la mort del seu pare (1746).
Després de doctorar-se en la Universitat de Königsberg als trenta-un anys, Kant va exercir en aquest centre la docència i, el 1770, després de fracassar dues vegades en l'intent d'obtenir una càtedra i d'haver rebutjat oferiments d'altres universitats, finalment en fou nomenat professor ordinari de lògica i metafísica. Atret per la teologia i, després, per la matemàtica i la física de Newton, es graduà i ensenyà en la universitat.
En la seva primera època es dedicà als problemes de les ciències, en relació amb els sistemes de Leibniz i de Wolff; feu diversos cursos de geografia i elaborà una teoria sobre l'origen del sistema solar, recollida posteriorment per Laplace i coneguda per teoria de Kant-Laplace. La dissertació De mundi sensibilis atque intelligibilis forma et principiis (1770) inicià el seu període crític, en què, apartant-se de la filosofia leibnizianowolffiana i incorporant elements de l'empirisme de David Hume, anà elaborant el seu sistema, que exposà en les seves obres principals, entre les quals es poden destacar Kritik der reinen Vernunft (Crítica de la raó pura, 1781; edició corregida, 1787), Kritik der praktischen Vernunft (Crítica de la raó pràctica, 1788), Kritik der Urteilskraft (Crítica del judici, 1790), i l'important Opus postumum (escrit entre el 1796 i el 1803, que no fou publicat, però, íntegrament fins al 1938). Màxim exponent de la Il·lustració i pensador extraordinàriament influent en els segles xix i xx, Kant feu balanç del saber del seu temps i es preguntà per què la filosofia, entesa com a metafísica, no havia encara emprès el "camí segur d'una veritable ciència", a diferència de la fisicomatemàtica newtoniana. La resposta a aquesta qüestió constitueix el contingut de la Crítica de la raó pura.
La vida que va portar ha passat a la història com a paradigma d'existència metòdica i rutinària. És conegut el seu costum de fer un passeig vespertí, diàriament a la mateixa hora i amb idèntic recorregut, fins al punt que arribà a convertir-se en una espècie de senyal horari per als seus conciutadans; es conta que l'única excepció es va produir el dia en què la lectura de l'Émile, de Rousseau, el va absorbir tant com per a fer-li oblidar el seu passeig, fet que va suscitar l'alarma dels seus coneguts.

## Biografia
Immanuel Kant va néixer a Königsberg, Prússia oriental, actualment a l'enclavament de Kaliningrad, a Rússia. Era el quart d'onze fills, però només quatre n'arribaren a l'edat adulta. Va ser batejat com 'Emanuel', però es canvià el nom a 'Immanuel' després d'aprendre hebreu. Va passar tota la vida dins o als voltants de la seva ciutat natal, la capital de Prússia oriental en aquella època, sense viatjar mai més enllà de 150 km de Königsberg. El seu pare, Johann Georg Kant (1682-1746), era un artesà alemany de Memel, en aquell temps la ciutat més al nord-est de Prússia (actualment Klaipėda, a Lituània). Sa mare, Anna Regina Reuter (1697-1737), nascuda a Nuremberg, era filla d'un fabricant escocès de cadires de muntar. L'avi havia emigrat d'Escòcia fins a la Prússia oriental, i son pare encara escrivia el nom de la família amb la grafia "Cant".

### Formació i primeres obres
En la seva joventut, Kant va ser un estudiant constant, tot i que no espectacular. Va créixer en una llar pietista, que posava èmfasi en una intensa devoció religiosa, la humilitat personal i una interpretació literal de la Bíblia. Per tant, Kant rebé una educació estricta, punitiva i disciplinària, que impulsava l'ensenyament del llatí i la religió per sobre de les matemàtiques i les ciències.
Des del primer moment, Kant va mostrar gran aplicació en els seus estudis. Primer l'enviaren al Collegium Fridericianum i després, a l'edat de 16 anys, es va matricular en la Universitat de Königsberg, el 1740. Va estudiar la filosofia de Leibniz i Wolff amb el professor Martin Knutzen, un racionalista que també estava familiaritzat amb els desenvolupaments de la filosofia i la ciència britànica del seu temps i que va introduir Kant en la nova física matemàtica de Newton. També va prevenir el jove alumne respecte de l'idealisme, vist negativament per tota la filosofia del segle xviii i, fins i tot, després de la creació de la teoria de l'idealisme transcendental, Kant va refutar l'idealisme en la segona edició de la seva obra principal, La crítica de la raó pura.
L'infart del seu pare i la seva posterior mort el 1746 va interrompre els seus estudis. Kant esdevingué professor particular als petits pobles al voltant de Königsberg, però continuà amb les seves recerques acadèmiques. El 1749, publica la seva primera obra filosòfica, Gedanken von der Wahren Schätzung der lebendigen Kräfte ('Meditacions sobre la veritable estimació de les forces vives'). Publicà moltes més obres sobre temes científics, i arribà a ser professor universitari el 1755. El tema de les seves lliçons era la metafísica, que va ensenyar durant gairebé quaranta anys, fins i tot després de la seva ruptura amb la metafísica. El manual del curs estava escrit per A. G. Baumgarten, autor del terme estètica en el seu sentit ja modern.

### Filòsof i científic
En l'obra Allgemeine Naturgeschichte und Theorie des Himmels ('Història general de la natura i teoria del cel', 1755), Kant dissenya la hipòtesi de la nebulosa protosolar, i va deduir correctament que el sistema solar es formà d'un gran núvol de gas, d'una nebulosa. D'aquesta manera, intentava explicar l'ordre del sistema solar, anteriorment vist per Newton com quelcom imposat per Déu des del començament. Kant també va deduir correctament que la Via Làctia era un gran cúmul d'estrelles, formada així mateix a partir d'un núvol giratori. A més, va suggerir la possibilitat que altres nebuloses podien ser igualment grans discs d'estrelles distants, similars a la Via Làctia, cosa que va donar origen a la denominació d'"universos illa" a les galàxies, terme en ús fins ben entrat el segle xx.
Des d'aquest moment, Kant es concentra en temes cada vegada més filosòfics, tot i que continuaria escrivint sobre temes de ciències al llarg de la seva vida. En els inicis dels anys 1760, Kant concep una sèrie d'importants obres de filosofia: Die falsche Spitzfindigkeit der vier syllogistischen Figuren erwiesen ('La falsa subtilesa de les quatre figures del sil·logisme'), una obra sobre lògica, publicada el 1762. L'any següent, van aparèixer dos llibres més: Versuch, den Begriff der negatives Größe in der Weltweisheit einzuführen ('Assaig per introduir el concepte de magnituds negatives en la filosofia') i Der einzig mögliche Beweisgrund zu einer Demonstration des Daseins Gottes ('L'únic fonament possible d'una demostració de l'existència de Déu'). El 1764, Kant escriu Beobachtungen über das Gefühl des Schönen und Erhabenen ('Observacions sobre el sentiment del bell i el sublim') i va quedar segon, després de Moses Mendelssohn, en un concurs de l'Acadèmia de Berlín amb la seva obra Untersuchung über die Deutlichkeit der Grundsätze der natürlichen Theologie und Moral ('Sobre la nitidesa dels principis de la teologia natural i de la moral').
El 1770, a l'edat de 45 anys, Kant fou nomenat finalment professor de lògica i metafísica a la Universitat de Königsberg. Escrigué la seva Dissertació inaugural, De mundi sensibilis atque intelligibilis manera et principiis, en defensa d'aquest nomenament. Aquesta obra va veure l'aparició de molts temes centrals de la seva obra madura, incloent-hi la distinció entre les facultats del pensament intel·lectual i la receptivitat sensible. Ignorar aquesta distinció significaria cometre l'error de la subrepció, un concepte legal del dret romà i, com diu en l'últim capítol de la dissertació, la metafísica tan sols progressarà evitant l'error.

### El silenci i l'evolució cap a la crítica
A l'edat de 46 anys Kant era un conegut erudit i un filòsof cada vegada més influent. S'esperava molt d'ell. Com a resposta a una carta del seu alumne Markus Herz, Kant va arribar a reconèixer que en la Dissertació inaugural no havia aconseguit explicar prou bé la relació i connexió entre les nostres facultats intel·lectuals i les sensibles. També va reconèixer que David Hume el va despertar del somni dogmàtic, al voltant del 1770. Kant no va publicar cap treball de filosofia en els següents onze anys.
Dedicà la seva dècada silenciosa a treballar en una solució als problemes plantejats. Tot i ser amant de la companyia i la conversa, s'aïllà, malgrat els intents dels seus amics de treure'l de l'aïllament. El 1778, en resposta a una d'aquestes peticions d'un antic alumne, Kant escriu:
| «                                                | Qualsevol canvi em fa aprensiu, encara que ofereixi la millor promesa de millorar el meu estat, i estic convençut, per aquest instint natural meu, que he d'anar amb compte si vull que els fils tan fins i febles que les parques teixeixen, en el meu cas siguin teixits amb una certa longitud. El meu sincer agraïment als meus admiradors i amics, que pensen tan bondadosament de mi fins a comprometre's amb el meu benestar, però, al mateix temps, demano, de la manera més humil, protecció per al meu estat actual davant qualsevol alteració. | » |
| — Kui-Want i Klimowski. Introducing: Kant (2005) | |   |

Quan Kant va sortir del seu silenci el 1781 el resultat va ser la Crítica de la raó pura (Kritik der reinen Vernunft). Tot i que avui sigui reconeguda unànimement com una de les més importants obres de la història de la filosofia, fou ignorada en el moment de la seva publicació inicial. El llibre era llarg, més de 800 pàgines en l'edició original en alemany, i escrit en un estil sec i acadèmic. Va ser objecte de poques ressenyes, les quals, a més, no concedien importància a l'obra. La seva densitat el feia un "os dur de rosegar", enfosquit per "... tota aquesta feixuga teranyina", segons el va descriure Johann Gottfried Herder en una carta a Johann Georg Hamann.
Això contrasta intensament amb l'elogi que Kant havia rebut per obres anteriors, com l'esmentada memòria del 1764 i altres opuscles que van precedir la primera obra crítica. Aquests tractats ben rebuts i llegibles n'inclouen un sobre el terratrèmol de Lisboa de 1755, que fou tan popular que es venia per pàgines. Abans del seu gir cap a la crítica, els seus llibres es venien bé, i quan publicà Observacions sobre el sentiment del bell i el sublim, el 1764, s'havia convertit en un autor popular d'un cert renom. Kant es va decebre amb la recepció de la primera crítica. Reconeixent la necessitat d'aclarir el tractat original, escrigué Prolegomen zu einer jeden künftigen Metaphysik, die als Wissenschaft wird auftreten können ('Prolegòmens a tota metafísica futura') el 1783, com un resum dels seus principals punts de vista. També va animar el seu amic Johann Schultz a publicar un breu comentari sobre la Crítica de la raó pura.
La reputació de Kant augmentà gradualment durant la dècada del 1780, gràcies a una sèrie d'obres importants: l'assaig Beantwortung der Frage: Was ist Aufklärung? ('Resposta a la pregunta: Què és la Il·lustració?') del 1784, Grundlegung zur Metaphysik der Sitten ('Fonamentació de la metafísica dels costums') del 1785, la seva primera obra sobre filosofia moral, i Metaphysische Anfangsgründe der Naturwissenschaft ('Principis metafísics de la ciència natural') l'any 1786. Però el reconeixement final de Kant arriba des d'una font inesperada. El 1786 Karl Leonhard Reinhold comença a publicar una sèrie de cartes sobre la filosofia kantiana. En aquestes cartes, Reinhold emmarcava la filosofia de Kant com una resposta a la principal controvèrsia intel·lectual de l'època: la disputa sobre el panteisme. Friedrich Heinrich Jacobi havia acusat el recentment mort Gotthold Ephraim Lessing, un distingit dramaturg i assagista filosòfic, de spinozisme. Aquesta acusació, equivalent a la d'ateisme, fou desmentida rotundament per Moses Mendelssohn, amic de Lessing, i entre ells va sorgir una amarga disputa pública. La controvèrsia, gradualment, va escalar fins a convertir-se en un debat general sobre els valors de la Il·lustració i de la racionalitat en si mateix. Reinhold mantenia en les seves cartes que la Crítica de la raó pura de Kant podia resoldre aquesta disputa defensant l'autoritat i els límits de la raó. Les cartes de Reinhold foren àmpliament llegides i van fer de Kant el filòsof més famós de la seva època.

### Darrers anys i mort
Kant publicà una segona edició de la Crítica de la raó pura el 1787, revisant en profunditat les primeres parts del llibre. La majoria de les seves obres posteriors se centraren en altres àrees de la filosofia. Continuà ampliant la seva filosofia moral, especialment en Kritik der praktischen Vernunft ('Crítica de la raó pràctica'), el 1788, coneguda com la segona Crítica; i també en Metaphysik der Sitten ('La metafísica dels costums'), del 1797. Kritik der Urteilskraft ('Crítica del judici'), la tercera Crítica, escrita l'any 1790, aplicava el sistema kantià a l'estètica i la teleologia. També escrigué alguns assaigs una mica populars sobre història, religió, política i altres temes. Aquestes obres foren ben rebudes pels contemporanis de Kant i van confirmar la seva posició preeminent en la filosofia del segle xviii. Hi havia diverses revistes dedicades únicament a defensar i criticar la filosofia kantiana. Però, malgrat el seu èxit, les tendències filosòfiques es movien en una altra direcció. Molts dels deixebles més importants de Kant (incloent-hi Reinhold, Beck i Johann Gottlieb Fichte) transformaren la posició kantiana en formes d'idealisme cada vegada més radicals. Això marcà l'aparició de l'idealisme alemany. Kant s'oposà a aquests desenvolupaments i va denunciar públicament Fichte en una carta oberta, el 1799. Va ser un dels seus últims actes filosòfics. La salut de Kant, delicada des de feia molt de temps, empitjorà, i va morir a Königsberg el 12 de febrer del 1804, murmurant la paraula «Es ist gut» ('Està bé') abans d'expirar. La seva inacabada obra final, el fragmentat Opus Postumum, fou (com el seu títol suggereix) publicada després de la seva mort.

### Llegendes i reconeixement
Han sorgit algunes creences populars pel que fa a la vida de Kant. Sovint s'afirma, per exemple, que Kant madurà tardanament, que només es va convertir en un filòsof important als seus cinquanta i tants anys després de rebutjar els seus punts de vista anteriors. Tot i que és cert que Kant va escriure les seves millors obres relativament tard, hi ha una tendència a infravalorar les seves obres anteriors. Els estudis recents sobre Kant han dedicat més atenció a aquests escrits "pre-Crítica" i s'hi ha reconegut una certa continuïtat amb les seves obres madures.
Molts dels mites comuns sobre les peculiaritats personals de Kant s'enumeren, expliquen i refuten en la introducció del traductor anglès Goldthwait de l'obra de Kant. Sovint se sosté que Kant va viure una vida molt estricta i previsible, cosa que porta a la història sovint repetida que els seus veïns posaven els rellotges en hora quan feia el seu passeig diari. De nou, això és cert només en part. Mentre va ser jove, Kant era una persona molt sociable i un apassionat dels convits durant la major part de la seva vida. No es casà mai. Únicament en una època més avançada de la seva vida, la influència del seu amic, el comerciant anglès Joseph Green, feu que Kant adoptés un estil de vida més regular.
Entre 1879 i 1881, es van recollir diners per construir una capella a manera de monument. La tomba de Kant es troba fora de la catedral de Königsberg -actualment Kaliningrad-, al riu Prególia, i és un dels pocs monuments alemanys conservats pels soviètics després que conquerissin i annexessin la ciutat el 1945. La tomba original de Kant fou enderrocada per les bombes russes a començaments d'aquell any. Una rèplica d'una estàtua de Kant, situada davant la Universitat, fou donada per una entitat alemanya el 1991. Els noucasats en porten flors a la capella, com van fer abans al monument de Lenin.
A prop de la tomba, hi ha una placa amb aquesta inscripció en alemany i rus, presa de la "Conclusió" de la Crítica de la raó pràctica: «Dues coses omplen l'ànim amb una admiració i una veneració sempre renovades i creixents, com més sovint i continuadament reflexionem sobre aquestes: el cel estelat sobre mi i la llei moral dins meu». El que va dir Immanuel Kant abans de morir va ser "Es ist gut", que significa 'Està bé'.

## El pensament de Kant

### Influències
Kant va integrar en el seu pensament les aportacions de nombrosos filòsofs anteriors, fent sovint una síntesi de corrents contraposats com el racionalisme i l'empirisme, entre d'altres.
De Plató, rescata el dualisme ontològic i epistemològic, i identifica un món amb l'abast del sensible, com feia Plató amb el món terrenal, però afirmant que és l'únic que es pot conèixer, a diferència de l'autor grec, el qual pensava que l'autèntic coneixement era precisament aquell que no estava limitat pels sentits. De Plató també reprèn el caràcter abstracte de les idees metafísiques.
D'Aristòtil aprofita l'hilemorfisme, i afirma que les dades de la sensibilitat són matèria del coneixement, que forneixen les formes a priori, tant de l'espai i el temps com posteriorment de l'enteniment. Extrapola aquesta dualitat a l'àmbit moral, contraposant les ètiques materials a la formal (la seva). Reformula les categories d'Aristòtil que identifiquen les maneres de ser, i les relaciona amb la ciència com feia el pensador clàssic.
S'alinea explícitament amb Copèrnic per explicar el seu canvi de paradigma: si Copèrnic considerava que s'havia de canviar el centre del model de cosmos, Kant pren el subjecte com a centre de l'acte de conèixer i no l'objecte, com la tradició anterior.
Les tres idees bàsiques del noümen són l'ànima, el món i Déu, i és una continuació de les tres substàncies de Descartes (tot i que el francès anomenava jo o ment l'ànima). D'ell i d'altres racionalistes, pren el paper predominant de la raó per arribar a un coneixement veritable (com altres coetanis de la Il·lustració).
De Hume, hereta el rebuig cap al caràcter científic de la metafísica, ja que aquesta disciplina no es basa en dades que provenen dels sentits i, per tant, comprovables. Aquesta importància de l'experiència, ja reivindicada pels empiristes, l'allunya dels idealistes purs.

### Origen del criticisme i preguntes kantianes
Segons Kant, si no sabem què és la raó, no tenim cap possibilitat de determinar com han d'actuar i de viure els éssers humans. Kant fa notar que ni el racionalisme ni l'empirisme n'han resolt el problema: el racionalisme ens aboca al dogmatisme i l'empirisme a l'escepticisme. Per tant, l'única posició vàlida és el criticisme: cal sotmetre la raó humana a la crítica, cal determinar quines són les possibilitats i els límits del coneixement.
La raó ha de definir les formes d'actuar i de viure de les persones. Kant anomena aquestes ocupacions els interessos essencials de la raó i n'assenyala tres en forma de pregunta:
- Què puc saber? (pregunta epistemològica)
- Què he de fer? (pregunta ètica)
- Què puc esperar? (pregunta religiosa)

Però totes aquestes se'n resumeixen en una sola pregunta, el veritable propòsit de Kant: què és l'ésser humà?

### El gir copernicà en el coneixement
Kant parteix del convenciment que, a la metafísica, li cal un canvi metodològic, un gir copernicà com el de la física:
| « | Fins ara s'ha suposat que tot el nostre coneixement s'ha de regir pels objectes… Intentem, per una vegada, veure si no avançaríem més en la tasca de la metafísica suposant que els objectes s'han d'ajustar al nostre coneixement. | » |

### Les condicions de possibilitat de la ciència
Totes les ciències expressen els seus continguts en judicis, però un judici científic ha de complir dues condicions:
- Que augmenti el nostre coneixement.
- Que tingui validesa universal i necessària.

Considerant que els judicis són una atribució d'un P a un S, tenim:
En contra de l'opinió general, que considerava analítics a priori els judicis de la matemàtica i sintètics a posteriori els de la física, Kant afirma que ambdues ciències es fonamenten en judicis sintètics a priori, perquè el nostre coneixement sobre les coses (síntesi) s'ha d'ajustar a les condicions del coneixement (a priori).

### La impossibilitat de la metafísica com a ciència
Reprenent la qüestió inicial, Kant conclou que les matemàtiques i la física són ciències perquè poden resoldre qüestions formulant judicis sintètics a priori i fonamentar empíricament els seus enunciats. La metafísica, pel fet d'ocupar-se de les idees transcendentals de la raó, de les quals no tenim gens d'experiència, esdevé impossible com a ciència. Considerant que les idees de la raó pura són il·lusions inevitables, es pregunta si tenen cap funció, i arriba a la conclusió que tenen una funció reguladora:
- Assenyalant els límits que les ciències no poden traspassar.
- Oferint una explicació global de la veritat.

També assenyala que la raó pura té un ús pràctic en la moral.

### L'ésser humà, subjecte moral autònom
La Crítica de la raó pràctica constitueix la resposta de Kant a la pregunta "què he de fer?" i tracta els temes relacionats amb l'ètica. Distingeix dos tipus d'imperatius morals (normes que orienten l'ésser humà en l'elecció dels seus actes dins l'exercici de la seva llibertat): els hipotètics i els categòrics. Els primers en són els habituals de la majoria de propostes ètiques, són normes concretes que s'han de seguir si es vol aconseguir l'objectiu últim, com per exemple els manaments judeocristians, base de la conducta per a assolir la salvació de l'ànima.
Kant proposa un imperatiu categòric, que no depèn de cap postulat i que fa referència al deure. És una norma general aplicable a qualsevol situació i que es basa en la premissa següent: fes allò que voldries que esdevingués una llei universal d'actuació. Seguint aquest imperatiu, l'ésser humà esdevé autònom, ja que no depèn de voler aconseguir uns determinats fins, o bé de normes dictades per institucions externes, sinó únicament de la seva raó, que analitza cada cas per veure si cal fer una cosa o una altra.

### El deisme i el teisme
Els crítics han posat en evidència la relació entre la concepció religiosa de Kant i el deisme mentre que altres autors han demostrat que la religió moral de Kant es mou des del deisme al teisme. També s'ha subratllat que Kant en la seva obra Die Religion innerhalb der Grenzen der bloßen Vernunft (La religió dins dels límits de la raó pura) ha reduït allò religiós a la raó pura, la religió a la moral i aquesta al cristianisme.

## Obra

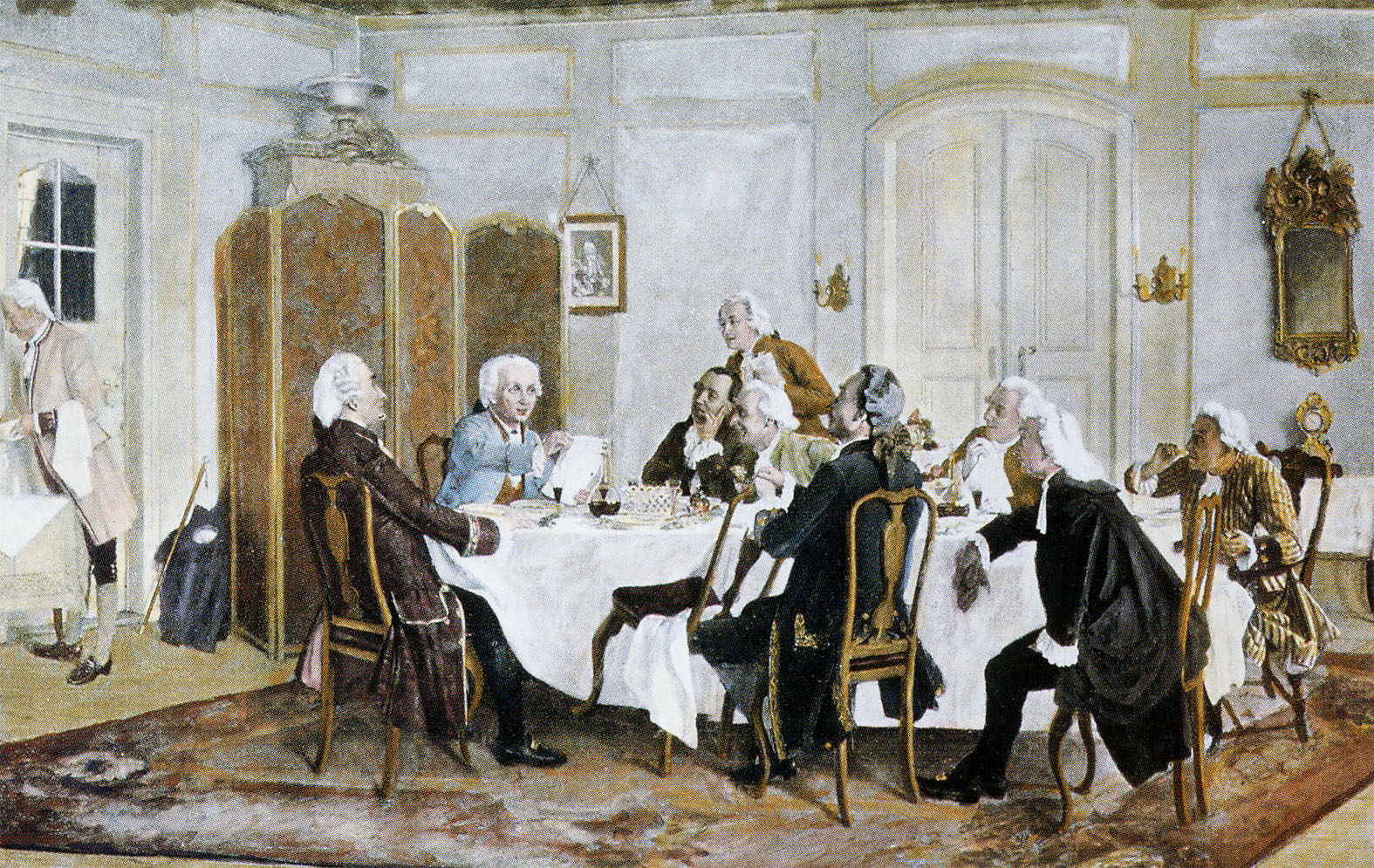
Immanuel Kant amb convidats

En el pensament de Kant, sol distingir-se un període inicial, denominat precrític, que es caracteritza per la seva afecció a la metafísica racionalista de Wolf i el seu interès per la física de Newton. El 1770, després de l'obtenció de la càtedra, s'obrí un lapse de deu anys de silenci durant els quals escomet la tasca de construir la seva nova filosofia crítica, després que el contacte amb l'empirisme escèptic de David Hume li permetés, segons les seves pròpies paraules, «despertar del somni dogmàtic».
El 1781, s'obre el segon període de l'obra kantiana, en aparèixer finalment la Crítica de la raó pura (Kritik der reinen Vernunft), en la qual tracta de fonamentar el coneixement humà i fixar-ne, així mateix, els límits; el gir copernicà que pretenia imprimir a la filosofia consistia a concebre el coneixement com a transcendental, és a dir, estructurat a partir d'una sèrie de principis a priori imposats pel subjecte que permeten ordenar l'experiència procedent dels sentits; resultat de la intervenció de l'entesa humana són els fenòmens, mentre que la cosa en si (el noümen) és per definició incognoscible.
Pregunta fonamental en la seva Crítica és la possibilitat d'establir judicis o enunciats sintètics (és a dir, que afigen informació o coneixement), a diferència dels analítics, en els quals no es transmet coneixement nou. Aquestes categories es divideixen a més en a priori, quan l'enunciat de la veritat és independent de la prova de l'experiència (amb valor universal, no contingent), la possibilitat de les quals per a les matemàtiques i la física va aconseguir de demostrar, però no per a la metafísica, perquè aquesta no aplica les estructures transcendentals a l'experiència, de manera que les seves conclusions queden sense fonament; així, el filòsof pot demostrar, al mateix temps, l'existència i la no-existència de Déu, o de la llibertat, amb raons vàlides per igual.
El sistema va ser desenvolupat per Kant en la seva Crítica de la raó pràctica, en què estableix la necessitat d'un principi moral a priori, anomenat imperatiu categòric, derivat de la raó humana en el seu vessant pràctic; en la moral, l'individu ha d'actuar com si fos lliure, tot i que no siga possible demostrar teòricament l'existència d'aquesta llibertat. El fonament últim de la moral procedeix de la tendència humana cap a aquesta, i té l'origen en el caràcter al seu torn noümènic de l'ésser humà.
Kant va tractar d'unificar ambdues Crítiques en una tercera, la Crítica del judici, que estudia l'anomenat gaudi estètic i la finalitat en el camp de la natura. Quan en el fi intervé l'ésser humà, el judici és estètic; quan el fi està en funció de la natura i el seu ordre peculiar, el judici és teleològic. En ambdós casos, cal parlar d'una desconeguda arrel comuna, vinculada a la idea de llibertat.
Malgrat el seu caràcter fosc i hermètic, els texts de Kant van operar una revolució en la filosofia posterior, els efectes de la qual arriben fins a l'actualitat.

### Obres destacades
- Història general de la naturalesa i teoria del cel (Allgemeine Naturgeschichte und Theorie des Himmels, 1755)
- Primera edició de la Crítica de la raó pura (1781)[23] (Kritik der reinen Vernunft)[24]
- Prolegòmens a tota metafísica futura que puga presentar-se com a ciència (Prolegomena zu einer jeden künftigen Metaphysik, die als Wissenschaft wird auftreten können, 1783)
- Fonamentació de la metafísica dels costums (Grundlegung zur Metaphysik der Sitten, 1785)
- Principis metafísics de la ciència natural (Metaphysische Anfangsgründe der Naturwissenschaft, 1786)
- Segona edició de la Crítica de la raó pura (1787)[25] (Kritik der reinen Vernunft)[26]
- Crítica de la raó pràctica (Kritik der praktischen Vernunft, 1788)[27]
- Crítica del judici (Kritik der Urteilskraft, 1790)
- Sobre el fracàs de tots els intents filosòfics en la Teodicea (1791) Trad. Gonçal Mayos (UB)
- La religió dins dels límits de la mera raó (Die Religion innerhalb der Grenzen der blossen Vernunft, 1793)[28]
- Per a la pau perpètua (Zum ewigen Frieden, ein philosophischer Entwurf, 1795)[29]
- El conflicte de les facultats (Der Streit der Fakultäten, 1798)[30]
- Els seus últims escrits no publicats són recollits amb el títol Transició des dels primers fonaments metafísics de la ciència natural a la Física, i publicats en 1888. El 1920, es van publicar com a Opus postumum

### Altres obres[31]
- Gedanken von der wahren Schätzung der lebendigen Kräfte (1746)
- Neue Erhellung der ersten Grundsätze metaphysischer Erkenntnisse; Tesi Doctoral: Principiorum primorum cognitionis metaphysicae nova dilucidatio (1755)
- Monadologia Physica (1756)
- Die falsche Spitzfindigkeit der vier syllogistischen Figuren (1762)
- Der einzig mögliche Beweisgrund zu einer Demonstration des Daseins Gottes (1763)
- Versuch den Begriff der negativen Größen in die Weltweisheit einzuführen (1763)
- Beobachtungen über das Gefühl des Schönen und Erhabenen (1764)
- Über die Krankheit des Kopfes (1764)
- Untersuchungen über die Deutlichkeit der Grundsätze der natürlichen Theologie und der Moral (1764)
- Träume eines Geistersehers (Sobre Emmanuel Swedenborg) (1766)
- De mundi sensibilis atque intelligibilis forma et principiis (Dissertació inaugural) (1770)
- Über die verschiedenen Rassen der Menschen (1775)
- Prolegomena zu einer jeden künftigen Metaphysik (1783)
- Beantwortung der Frage: Was ist Aufklärung? (1784)[32]
- Idee zu einer allgemeinen Geschichte in weltbürgerlicher Absicht (1784)
- Grundlegung zur Metaphysik der Sitten (1785)
- Metaphysische Anfangsgründe der Naturwissenschaft (1786)
- The Science of Right(1790)
- Metaphysik der Sitten (1797)
- Anthropologie in pragmatischer Hinsicht (1798)
- Logik (1800)
- Über Pädagogik (1803))
- Opus Postumum (1804)

### La Crítica de la raó pura
Aquesta obra constitueix la resposta de Kant a la pregunta: què puc saber? En aquesta, es planteja si la metafísica pot treballar com una ciència, però això comporta una qüestió prèvia: quines són les condicions que fan possible que un coneixement es pugui considerar científic?
El coneixement es transmet amb judicis o proposicions sobre la realitat. Aquestes proposicions poden ser sintètiques o analítiques, segons si el predicat es dedueix o no del subjecte. Així, "un triangle té tres costats" és un enunciat analític, perquè la informació de "tres costats" ja es pot deduir del subjecte "triangle", no aporta informació nova ni pot contradir-se. En canvi, "aquest jersei és verd" és un judici sintètic, ja que la dada sobre el color no pot ser inferida a partir del fet de ser un jersei, ja que n'hi ha de diverses tonalitats. Les proposicions sintètiques poden admetre un altre estat de coses, són contingents, mentre que les analítiques en són necessàries. La majoria de judicis sintètics depenen de les dades obtingudes pels sentits, mentre que els judicis analítics són purament de raó, d'anàlisi semàntica dels conceptes que els formen.
Una altra divisió és entre judicis a posteriori (dependents de l'experiència) i judicis a priori. Tot i que la majoria de judicis sintètics són a posteriori i els analítics a priori, hi pot haver enunciats sintètics a priori, que serien l'autèntic coneixement, ja que s'aportaria informació nova sense necessitat de contrast amb l'experiència.
A banda de dividir els judicis en aquestes classificacions, Kant en aquesta obra estudia les condicions perquè puguin formar-se aquests judicis. I aquí realitza una síntesi entre empiristes i racionalistes, perquè afirma que, fins i tot, per a realitzar afirmacions sobre la realitat amb els sentits cal la intervenció de conceptes racionals, a priori i, per tant, se'n complementen. En efecte, per a poder copsar les dades que provenen de la percepció calen unes categories mentals, que actuen a manera d'esquema de comprensió i catalogació d'aquestes dades. Per exemple, per a poder veure una taula i a sobre un bolígraf s'ha de posseir el concepte previ d'espai, de límit i de quantitat, per tal de concebre objectes separats.